# Lisset Hechavarría
Lisset Hechavarría Medina (ur. 28 kwietnia 1984) – kubańska zapaśniczka. Zajęła 21 miejsce w mistrzostwach świata w 2013. Złoto na igrzyskach panamerykańskich w 2011, a brąz w 2007 i 2015. Siedem medali na mistrzostwach panamerykańskich, złoto w 2013 i 2014. Triumfatorka igrzysk Ameryki Środkowej i Karaibów w 2006 i 2014 roku.